# Documents secrets
Pour plus de détails, voir Fiche technique et Distribution.
Documents secrets est un film français réalisé en 1940 par Léo Joannon, sorti en 1945.

## Fiche technique
- Titre : Documents secrets
- Réalisation : Léo Joannon
- Assistant à la réalisation : Germain Fried
- Scénario : Jacques Companeez et Léopold Marchand
- Dialogues : Léopold Marchand
- Photographie : Nicolas Toporkoff
- Montage :  Andrée Danis
- Décors : Emile Duquesne
- Musique : Georges Dervaux
- Son : Jacques Hawadier
- Sociétés de production : Majestic Films - Compagnie Française Cinématographique (CFC)
- Pays de production :  France
- Format :  Noir et blanc - 1,37:1 - 35 mm - Son mono
- Genre : Espionnage
- Durée : 100 minutes
- Date de sortie : 
  - France : 30 mai 1945
- Visa d'exploitation : 454 (délivré le 31/12/1944)

## Distribution
- Marie Déa - Steffi
- Raymond Rouleau - Radlo
- Arthur Devère
- Hugo Haas - Morenius
- Marcelle Monthil
- Jean Brochard
- Roland Toutain
- Georges Paulais